# خوسه لوئیس روبیرا
خوسه لوئیس روبیرا (اسپانیایی: José Luis Rubiera‎؛ زادهٔ ۲۷ ژانویهٔ ۱۹۷۳) دوچرخه‌سوار اهل اسپانیا است. وی در مسابقات تور دو فرانس و جیرو دیتالیا شرکت کرده است.